# Bacino San Marco
Il bacino San Marco (o bacino di San Marco) è lo spazio acqueo della laguna veneziana antistante piazza San Marco, compreso tra i canali del Lido, della Giudecca e il Canal Grande: vi si affacciano, oltre al molo della Piazzetta (con la mole di Palazzo Ducale, le colonne di San Marco e San Todaro e le facciate della Biblioteca nazionale Marciana), la riva degli Schiavoni (con la severa facciata delle Prigioni), l'isola di San Giorgio Maggiore (con la basilica e il monastero) e la punta della Dogana, con la sua Palla d'Oro.
Il bacino, con un fondale massimo di circa 12 m, è regolarmente attraversato dalle grandi navi in entrata e in uscita dal porto; al centro, due grandi boe d'ormeggio sono riservate all'attracco d'onore, specialmente per il naviglio militare. La partenza della Vogalonga avviene, dopo il classico colpo di cannone, proprio di fronte a piazza San Marco.

## Storia

### L'affondamento della motonave Venezia-Fusina
Il 14 agosto 1944 ebbe luogo il primo bombardamento sul centro storico di Venezia ad opera di tre bombardieri [di che nazionalità??] che, dopo aver mitragliato la zona di Malamocco colpendo una motonave della linea Venezia-Chioggia (episodio nel quale morirono 24 persone), si diressero verso il bacino di San Marco: qui, tra la punta della dogana e l'isola di San Giorgio, era ormeggiata la nave ospedale tedesca Freiburg.
Gli Alleati, dopo un primo tentativo di colpire la nave sganciando quattro bombe che danneggiarono alcuni monumenti con lo spostamento d'aria da esse provocato, iniziarono a mitragliare in direzione dell'obiettivo. Il bersaglio fu colpito e fra le persone a bordo (in quel momento la nave non ospitava feriti) ci furono un morto e undici feriti, ma nello stesso momento stava transitando lì vicino una motonave della linea Venezia-Fusina che trasportava numerosi civili diretti in campagna per cercare cibo. Le raffiche di mitragliatrice colpirono anche la motonave tra i passeggeri della quale, alla fine, si contarono 15 morti e 50 feriti.

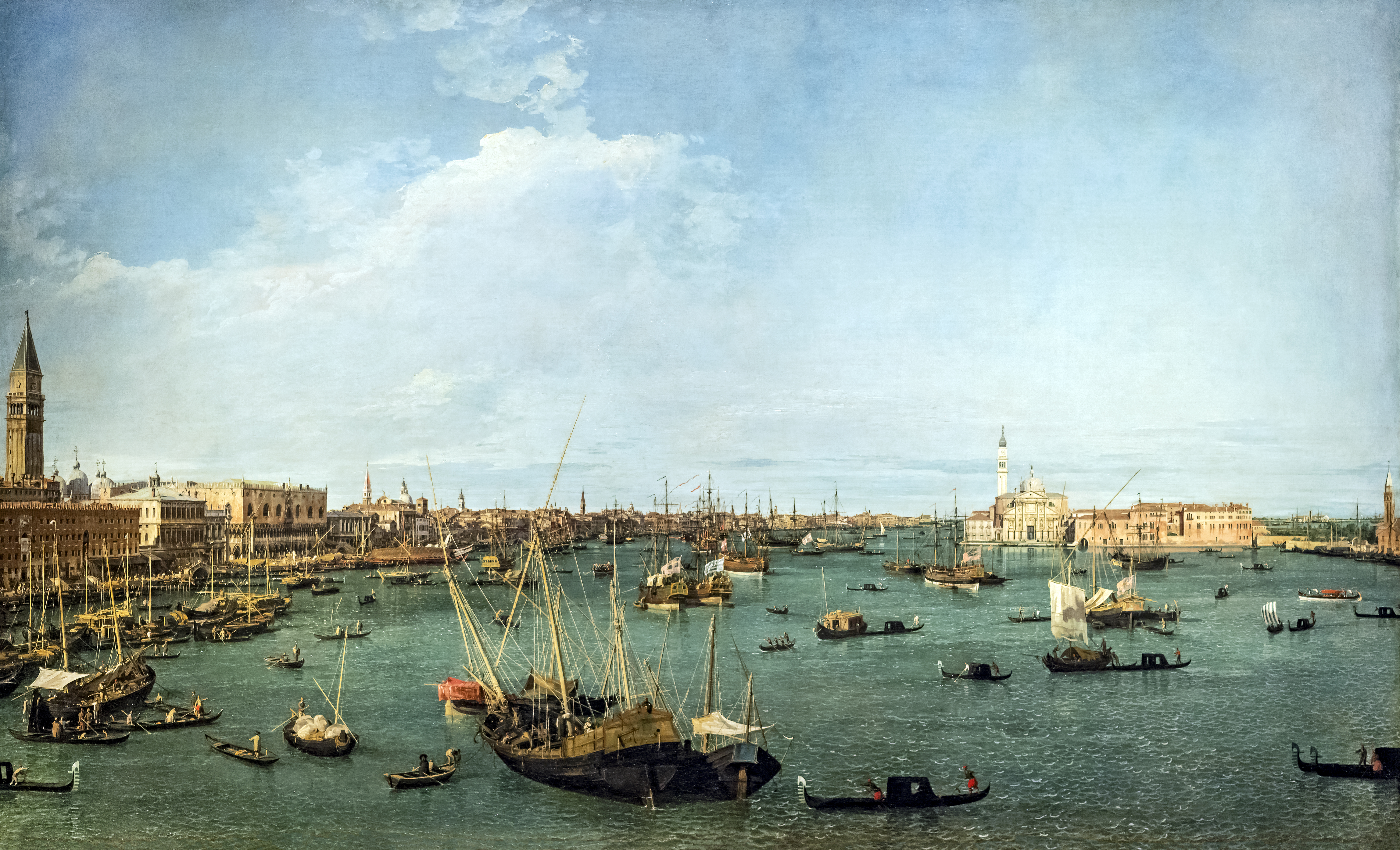
Canaletto, Bacino di San Marco, olio su tela, Boston Museum of Art, Boston
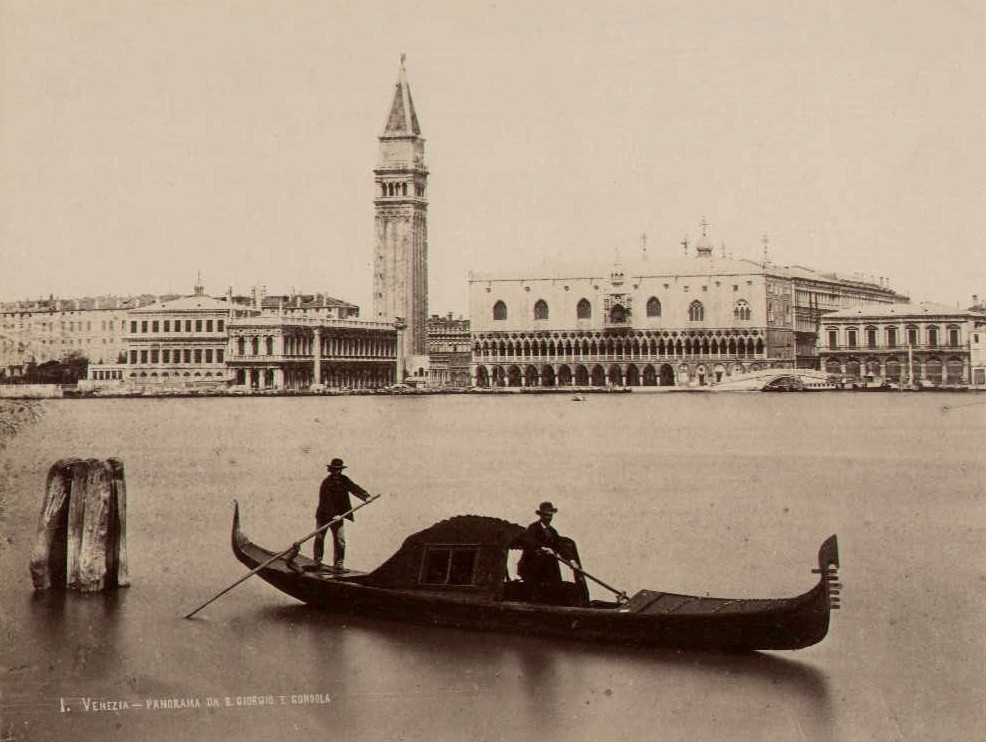
Il bacino nell'Ottocento
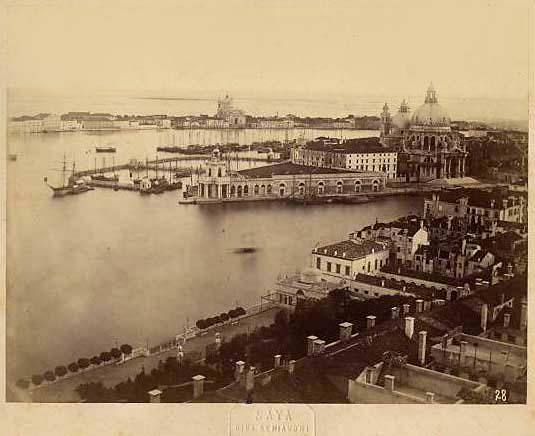
Il bacino e la punta della Dogana nell'Ottocento
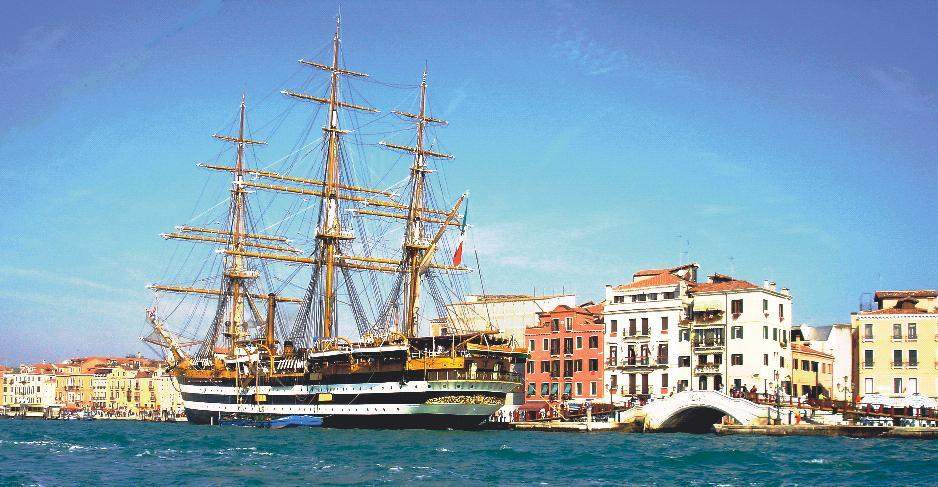
L'Amerigo Vespucci nel bacino di San Marco
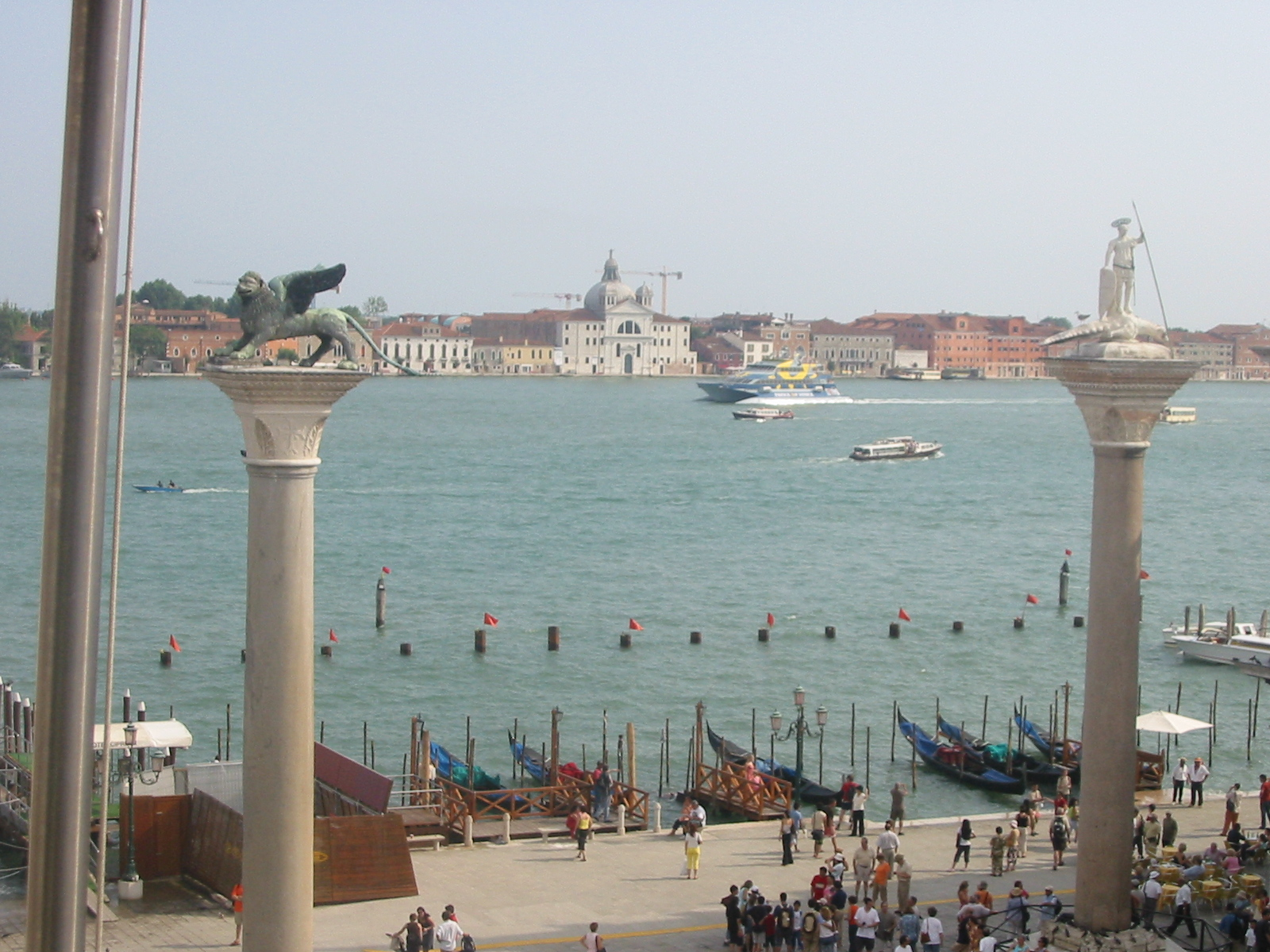
Bacino San Marco visto da Palazzo Ducale
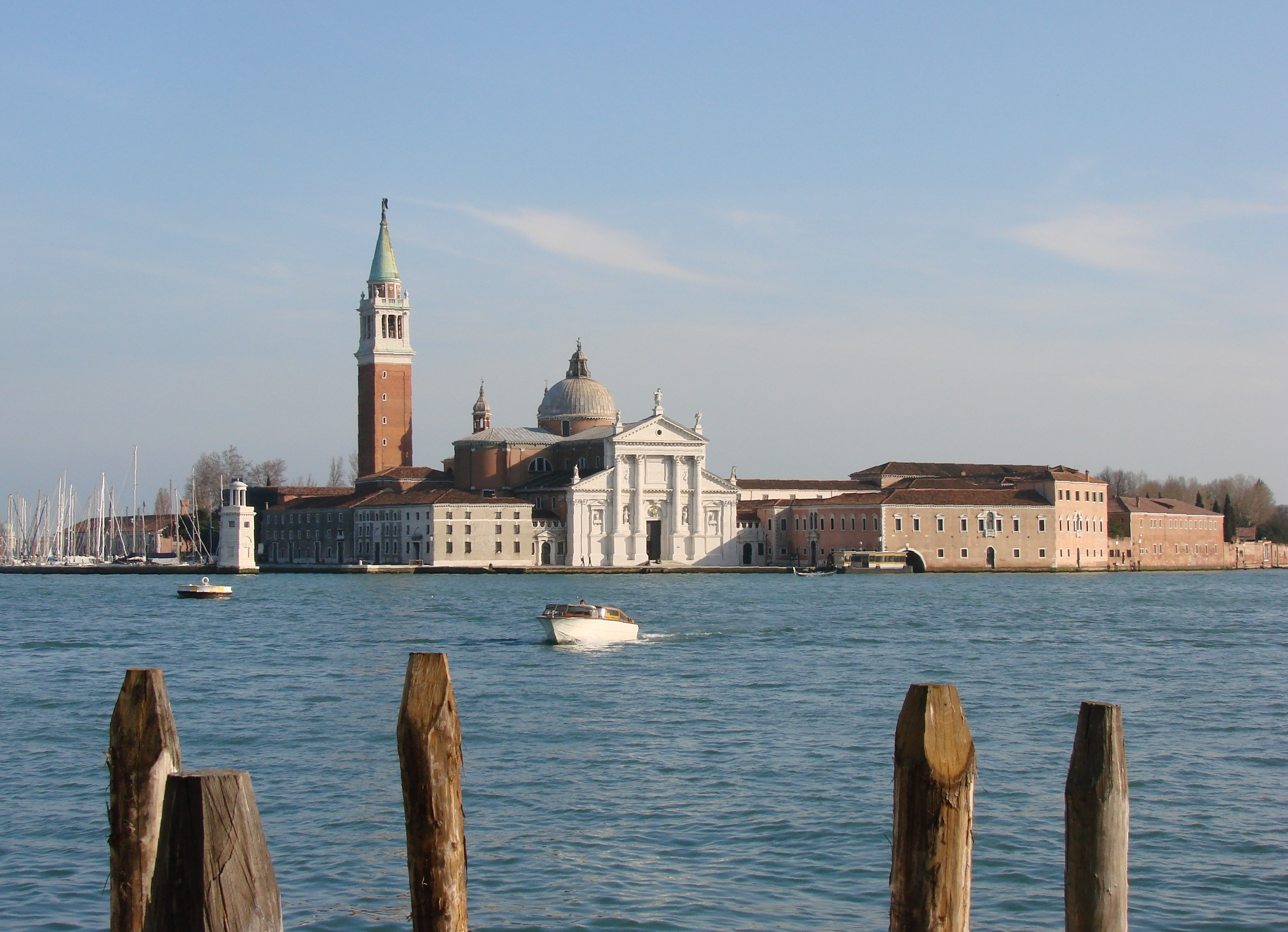
Il bacino e l'isola di San Giorgio
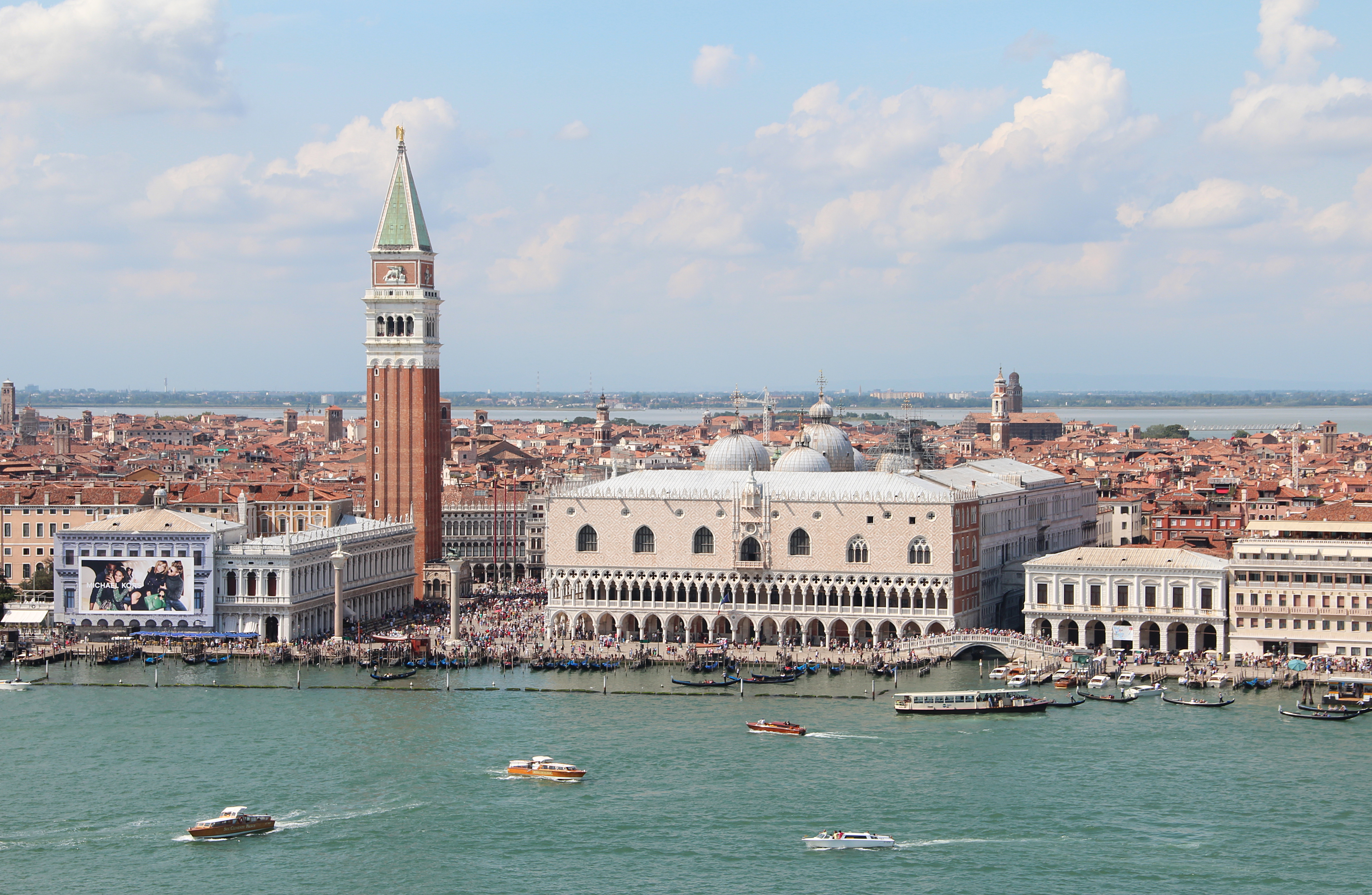
Il bacino e l'area marciana.
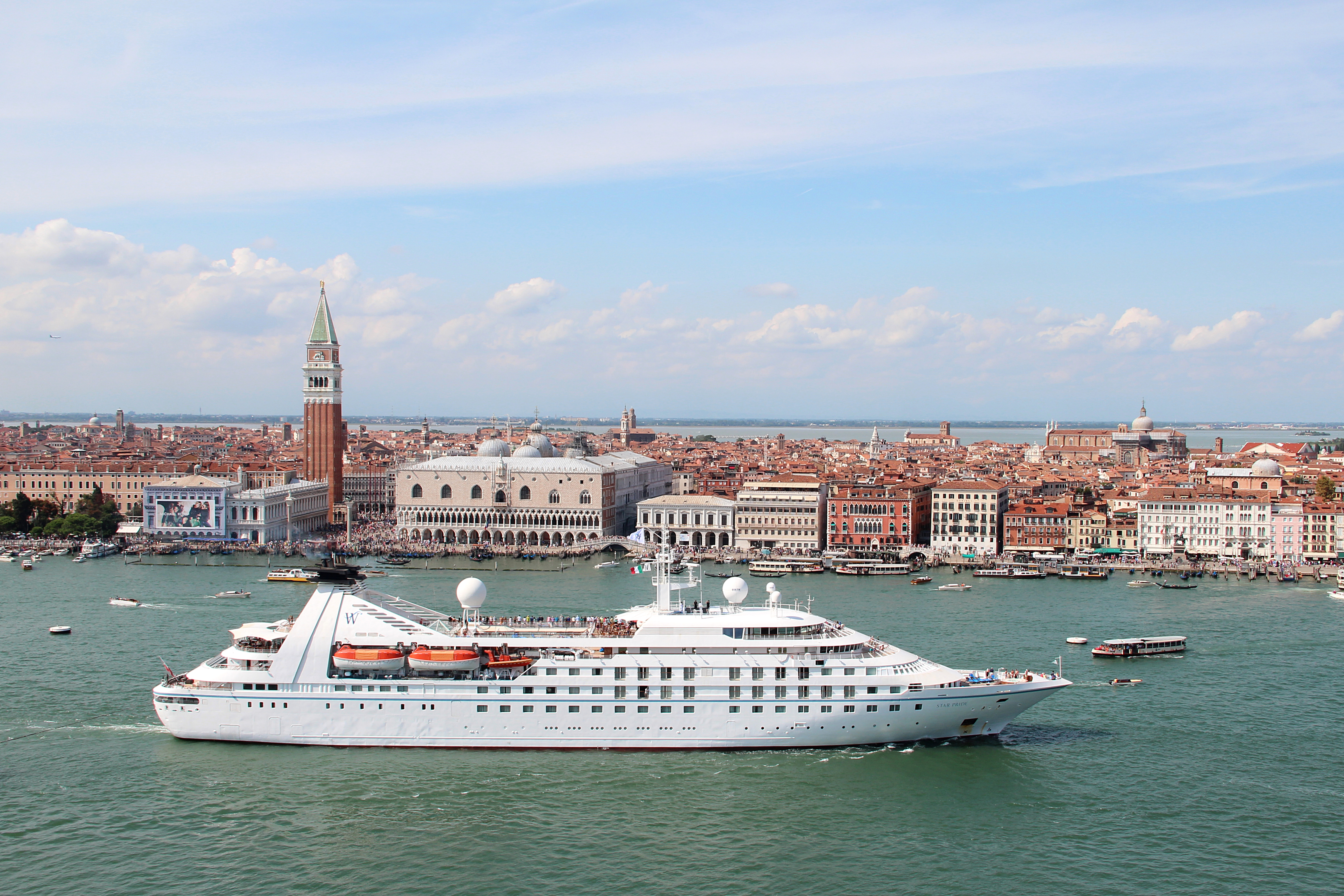
Piccola nave da crociera nel Bacino di San Marco.
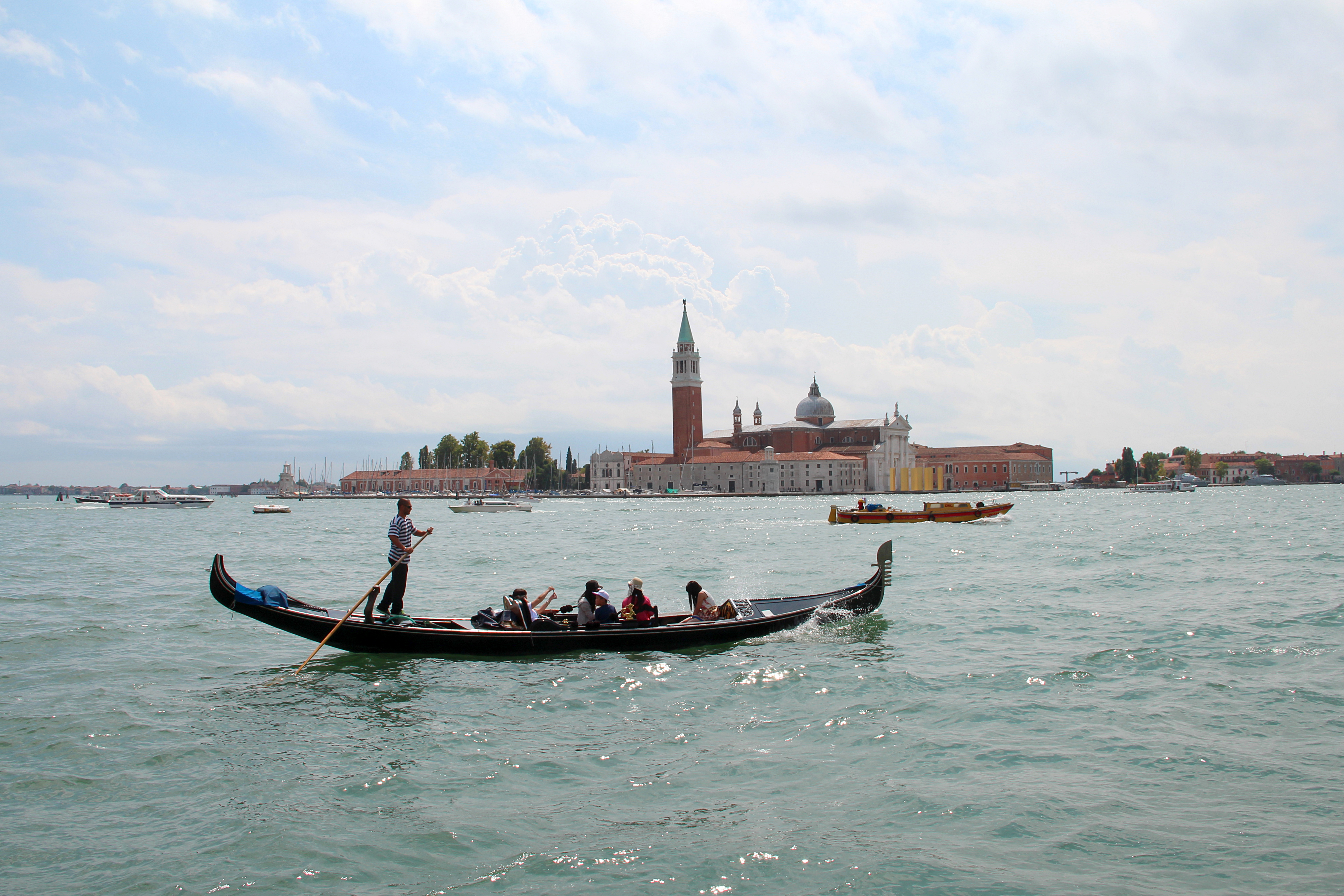
Gondoliere nel Bacino di San Marco.